# Јапански носачи авиона класе Читосе
Бродови класе Читосе су били јапански лаки носачи авиона коришћени у Другом светском рату. Првобитно су изграђени као бродови носачи хидроавиона, да би у Другој половини рата на Пацифику били преправљени у носаче авиона.

## Историја
Градња бродова је започета на основу првог програма за попуну флоте, из 1931. године. Првобитно су они били пројектовани као специјализовани бродове за ношење и обслуживање хидроавиона. Крајем 20-их и почетком 30-их година 20. века, међу произвођачима авиона је владало мишљење, да са појавом нових материјала, повећањен снаге авио-мотора, и прилагођавањем на нова аеродинамичка решења, хидроавиони би остали као конкуренција авионима са точковима. Јапан је 1922. године потписао Вашингтонски поморски уговор, који је ограничавао број носача авиона у Комбинованој флоти. Међутим, по јапанској доктрини, управо је требало да носачи хидроавиона уграју улогу бродова, који ће обезбедити ваздушну заштиту и подршку копненој војсци, а у нужди су по пројекту брзо могли да се преправе у лаке носаче авиона. Пројектом се предвиђало коришћење мешовите, дизел-паротурбинске погонске групе, која је требало да обезбеди бродовима велику даљину пловљења. Котлови и прво машинско одељење су се налазили близу прамца, а друго машинско одељење (дизел), налазило се према крми. Дим из котлова се одводио кроз један димњак, а издувни гасови дизел-мотора, одвођена су кроз задња два потпорна стуба платформе. Иза котловског одељења, налазио се простран хангар за хидроавионе и авио наоружање. Надградња са командним мостом, заједно са димњаком, били су постављени на предњу половину палубе, а цела задња половина палубе, била је предвиђева за бродску авио-групу. Уз ивицу палубе, постављена су четири катапулта (по два са сваке стране брода). Простор између два пара катапулта, био је покривен једном платформом, која се ослањала на четири масивна потпорна стуба. Око последња два потпорна стуба, биле су причвршћене товарне дизелице. Хангар се повезивао са горњом палубом преко два лифта за авионе, различите величине. Предњи лифт за авионе је био много већи, и налазио се испод платформе, испред два крмена катапулта, а иза другог машинског одељења. Бродови су били наоружани са по 2 двоцевна универзална (против-бродски и проти-авионски) топа од 127 mm, који су постављени на прамцу. Лака против-авионска батерја се састојала од 6 двоцевна топа од 25 mm, од којих су се 3 налазила на платформи а три око командног моста. Авио-група на бродовима се састојала од 22 хидроавиона Каваниши E7K2, плус 2 у резерви. Брови су грађени и комплетирани у бродоградилишту Куре.
| Име    | Почетак градње     | Поринуће           | Примљен у флоту    | Преправка у носач авиона |
| ------ | ------------------ | ------------------ | ------------------ | ------------------------ |
| Читосе | 26. новембар 1934. | 29. новембар 1936. | 25. јул 1938.      | 1. јануар 1944.          |
| Чијода | 14. децембар 1936. | 19. новембар 1937. | 15. децембар 1938. | 21. децембар 1943.       |

Након губитка 4 своја носача виона у бици за Мидвеј, у јапану је донесене одлука да се неколико брода који се налазе у градњи, и неколико већ изграђених бродова, што пре преправе у носаче авиона, а међу одабраним бродовима су се налазили и Читосе и Чијода. Што се тиче преправке ова два брода, задатак није био тежак, јер су још током пројектовања ова два брода, остављене могућности за њихову преправку. Пројекат за преправку, био је сличан оним за носаче класе Зуихо и носач Рјухо, но није била предвиђена замене погонске групе. На бродовима је постављен хангар на једном нивоу, над којим се налазила полетно-слетна палуба. Палуба је била повезана са хангаром преко два лифта за авионе. Ради побољшања пловних особина, на бродовима су постављени блистери, који су уједно играли улогу против-торпедне заштите. То је повећало ширину брода за 2 метра. Карактеристично за јапанску бродску архитектуру била су „закрилца“ на острвској надградњи и изглед два димњака на десном боку, удаљениједан од другог. Први је служио за котлове а други за дизел-моторе. Наоружање се састојало од 4 двоцевна универзална топа од 127 mm, и 10 троцевна против-авионска топа од 25 mm. Авио-група је бројала 30 авиона.

## Модернизација
Од децембра 1939. године до новембра 1940. године, Читосе је модернизован да може примити на боковима 12 нових мини-подморница типа „А“. Крма је преправљена тако, да су подморнице могле да се спуштају у море право из хангара. За време исте модернизације на Чијоди (могуће и на Читосе) скинута су предња два катапулта. При превозу на боковима максималног броја мини-подморница типа „А“, број хидроавиона се смањивао на 12 комада. Током маја 1941. године, опрема за опслуживање и транспорт мини-подморница, је уклоњена. У исто време на бродовима је почела пробна употреба хидроавиона Каваниши Е15К1. Када је започео рат на Пацифику, састав авио-групе се састојао од 20 хидроавина; 16 Мицубиши Ф1М2 и 4 Аичи Е13А1, на сваком од ова два брода. Јануара 1942. године, састав авио-групе је промењен и бројао је 13 хидроавиона; 1 Накаџима А6М2-Н и 12 Мицибиши Ф1М2. Убрзо након јапанског пораза у бици за Мидвеј, на носачима хидроавиона Читосе и Чијода, отпочели су радови за њихову преправку у лаке носаче авиона, који ће трајати све до јануара 1944. године. Јула 1944. године, број против-авионских топова од 25 mm, повећан је на 48 цеви (16 х 3), плус 2 против-авионска митраљеза од 13 mm. Неизвесно је да ли су бродови добили предвиђену пројектну авио-групу, али се јула 1944. године, на бродовима налазило по 30 авиона; 21 Мицубиши А6М5б, 3 Накаџима Б6Н и 6 Накаџима Б5Н. У својој последњој бици – Битка у заливу Лејте, авио-групе су имале следећи састав; 12 Мицубиши А6М5б, 1-2 Накаџима Б5Н и 4-5 Накаџима Б6Н.
- Тактичко-технички подаци за бродове класе Читосе

|                            | Носач хидроавиона                     | Носач авиона                          |
| -------------------------- | ------------------------------------- | ------------------------------------- |
| Стандардна тежина:         | 10.929 тона                           | 11.190 тона                           |
| Пуна тежина:               | 12.120 тона                           | 15.300 тона                           |
| Дужина:                    | 183,90 m                              | 192,50 m                              |
| Ширина:                    | 18,80 m                               | 20,80 m                               |
| Газ (средњи):              | 7,10 m                                | 7,51 m                                |
| Полетна палуба:            | -----                                 | 180×23 m                              |
| Погон:                     | 4 котлова „Канпон“ 2 дизел-мотора     | 4 котлова „Канпон“ 2 дизел-мотора     |
| Снага:                     | 44.000 КС (2 парне турбине) 12.800 КС | 44.000 КС (2 парне турбине) 12.800 КС |
| Брзина:                    | 29 чворова                            | 28,9 чворова                          |
| Даљина пловљења:           | 11.000 наутичких миља/18 чвора        | 11.000 наутичких миља/18 чвора        |
| Количина горива:           | 3.000 тона нафте                      | 1.000 тона нафте + 900 тона бензина   |
| Посада:                    | -----                                 | 800 људи                              |
| Универзална артиљерија:    | 2×2 топа 127                          | 4×2 топа 127                          |
| Противавионска артиљерија: | 6×2 25 mm                               | 10×3 топа 25 mm                         |
| Авио-група:                | 22+2                                  | 27+3                                  |
| Ловци:                     | ----                                  | 12+3 А6М2                             |
| Обрушавајући бомбардери:   | ----                                  | 15 Д4Ј2                               |
| Хидроавиони:               | 22+2 Е7К2                             | ----                                  |

## Служба

### Читосе
Носач хидроавиона Читосе улази у строј 25. јула 1938. године, и уврштен је у 11. дивизију носача хидроавиона. Од децембра 1939. године, до новембра 1940. године, брод је прошао војна испитиваља, као носач мини подморница типа „А“. Током маја 1941. године, опрема за пренос и опслуживање мини подморница је уклоњено, а почело се са пробном употребом хидроавиоан Е15К1. Дана, 26. новембра 1941. године, брод се налазио у бази на острвима Палау. У време напада на Перл Харбор, Читосе заједно са носачем хидроавиона Мизухо покрива јапанске десантне покрете ка Филипинима, и на том задатку остаје до фебруара 1942. године. Читосе је 9. фебруара 1942. године оштећен приликом напада холандских авиона, и одлази у базу Куре, где током марта пролази неопходан ремонт. За време Мидвејске битке, Читосе је ангажован као база за подморнице и није носио хидроавионе. Касније, он узима учешће у почетним операцијама јапанске флоте код Гвадалканала. Међутим, 24. августа 1942. године, брод је оштећен од америчких авиона базираних на копну, и до новембра 1942. године, налази се на ремонту у бази Рабаул, Нова Британија.
Следећег месеца, Читосе је повучен у разерву, а од јануара 1943. године, у Сасебу отпочињу радови на преправци у носач авиона, који ће трајати све до јануара 1944. године. Марта месеца, 1944. године, Читосе улази у састав 3. дивизије носача авиона, заједно са носачима авиона Чијода и Зуихо. У 09:24 сати, 22. маја 1944. године, америчка подморница Пафер је извршила неуспешан напад на Читосе, и он пролази само са лакшим оштећењем. Почетком јуна исте године, брод је уврштен у састав Комбиноване флоте и узима учешће у бици у Фулипинском мору, као део 3. дивизије носача авиона, која је била под командом контраадмирала Обајашија. Током дводневне битке, већи део авио-групе са носача авиона Читосе је уништен, а преостали авиони прелазе на носач авиона Зуикаку. Јула месеца 1944. године, започиње формирање нове авио-групе, која је октобра месеца узела учешће у одбрани Формозе, и трпи велике губитке. За време битке у заливу Лејте, Читосе се налазио у саставу Северних „мамац“ снага, вицеадмирала Озаве, и 25. октобра 1944. године, погођен је са три бомбе, које су избацили амерички палубни авиони, и остаје непомичан на води, нагнут за 30 степени. Лака крстарица Исузу је безуспешно покушавала да узме Читосе у вучу, и он у 09:37 сати тоне.

### Чијода
Носач хидроавиона Чијода улази у строј 15. децембра 1938. године, и уврштен је у састав 11. дивизије носача хидроавиона. Све до 1941. године, Чијода је дејствовао заједно са бродем близанцем, носачем хидроавиона Читосе. У почетној фази Другог светског рата на Пацифику, Чијода је ангажована у покривању десантних искрцавања на Филипинска острва, и острво Јава. Након тога, узима учешће у бици за Мидвеј и Алеутска острва. Августа месеца, 1942. године, брод је пребачен у резерву, и одлази у базу Јокосука, где почиње његова преправка у лаки носач авиона, која је завршена 21. децембра 1943. године. По завршетку модернизације, Чијода се користи као авио-транспортер. Марта месеца, 1944. године, Чијода је уврштена у сатав 3. дивизије носача авиона, и узима учешће у бици у Филипинском мору. За време дводневне битке, већи део његове авио-групе је уништен, а преостали авиони се пребацују на носач авиона Зуикаку. Током јула 1944. године, започело је формирање нове авио-групе, која је октобра 1944. године узела учешће у одбрани Формозе, и претрпела је тешке губитке у ваздушним биткама. За време битке за Филипине (Битка у заливу Лејте), Чијода се налазила у саставу Северне „мамац“ групе, вицеадмирала Озаве, и 25. октобра 1944. године, теже је оштећен, услед поготка једне бомбе, и посада напуста брод. Увече истог дана, носач авона Чијода је потопљен артиљеријском ватром са америчких крстарица Вичита и Њу Орленс.